# Alejandro Silva González
Alejandro Daniel Silva González es un futbolista uruguayo radicado en Paraguay. Juega de mediocampista y su actual equipo es el Club Recoleta de la primera división de Paraguay.

## Biografía
En su juventud, creyó que el fútbol no era para él y optó por trabajar; fue almacenero, trabajó en una herrería, de repartidor de pizza y en una metalúrgica.
Un día, jugando un campeonato de barrio, Mario Icardo, directivo de Boston River (club de la Segunda División Profesional de Uruguay), le vio muchas condiciones y decidió llevarlo a prueba al club verdirrojo. Tras haber realizado la pretemporada, el técnico de turno decidió que no lo iba a tener en cuenta.
Aprovechando que ya se había puesto bien físicamente, y que contaba con el apoyo de toda su familia, Alejandro fue a probarse al Centro Atlético Fénix, donde fue visto por Rosario Martínez, que decidió ficharlo en tercera división.
Más tarde, tras buenas actuaciones en Fénix fue cedido al Club Olimpia, de Paraguay, donde se destacó convirtiendo un gol en la final de la Copa Libertadores 2013 contra Atlético Mineiro. 
En enero de 2014 se hizo oficial su traspaso al Club Atlético Lanús (Argentina), con el que disputó nuevamente la Copa Libertadores de América.

## Trayectoria

### Fénix
Alejandro debuta en 2010 en el club donde realizó las divisiones inferiores. Allí, jugó 32 partidos y convirtió 2 goles. Además participó en la Copa Sudamericana 2011
.

### Olimpia
Llegó al club en el año 2012 luego de sus destacadas actuaciones en el conjunto uruguayo. Con Olimpia, llegó a disputar la final de la Copa Libertadores de América donde a pesar de marcar un verdadero gol cayó derrotado ante el Atlético Mineiro. Pese a esto, al retornar a Paraguay fue reconocido por los hinchas del decano por su gran labor. Dicho club cuenta con el 65% de su pase.
Disputó 60 partidos oficiales, con un total de 10 goles.

### Lanús
A comienzos de febrero de 2014, es transferido al conjunto Granate de Argentina a pedido del entrenador Guillermo Barros Schelotto, donde disputó la Copa Libertadores de América nuevamente.

### Peñarol
En agosto de 2014 fue cedido a préstamo al Club Atlético Peñarol, donde jugaría 12 partidos en el semestre.

### Vuelta a Olimpia
Retorna al equipo franjeado para el segundo semestre del 2015 donde tiene una destacadísima actuación ayudando al equipo a conseguir el título nro.40 para el Rey de Copas. Luego al año siguiente su rendimiento no mermo y fue pieza fundamental para el equipo que pese a no clasificar a los octavos de la libertadores consigue ser uno de los goleadores del torneo local y entregando todo a estos colores. A mediados del 2016 retornó a Lanús.

### Lanús
El 31 de octubre del 2017, convierte el 4 a 2 decisivo de penal frente a River Plate para llevar a Lanús como finalista de la Copa Libertadores 2017 y luego es transferido al Montreal Impact.

### Montreal Impact
Para la temporada 2019 de la MLS, Silva totalizo 33 juegos, anotando 6 tantos y 8 asistencias.

### Olimpia
En enero del 2019 se oficializó la vuelta de Silva al Olimpia. Centrocampista lateral, se ha caracterizado por su potencia y su efectividad (100%) en los penales. En el 2019 ganó con el equipo los torneos Apertura y Clausura; en el 2020 ganó el torneo Clausura y en el 2021 llegó con el Olimpia del Paraguay a la fase de Cuartos de Finales de la Copa Libertadores de América. Ganó ese mismo año la Copa Paraguay, y la Supercopa, en su primera edición.
Tras una polémica sobre su posible salida del equipo franjeado, finalmente se acordó su continuidad para el año 2022.

## Selección nacional
Su rendimiento hizo que Óscar Washington Tabárez, en ese entonces técnico de la Selección uruguaya de fútbol, pusiera sus ojos en él y lo llevara junto al plantel que disputara las Olimpiadas de Londres 2012.
Al volver de dicho torneo, su carrera, su vida, tendría un nuevo salto. Alejandro viajó al exterior para incorporarse al Club Olimpia de la Primera División de Paraguay. Rápidamente Silva se ganó el cariño de la afición por su gran rendimiento.
Tabarez siguió confiando en él y lo citó en el plantel de la mayor de la Selección Uruguaya de Fútbol para las Eliminatorias Sudamericanas del Mundial que se disputará en Brasil el año próximo.
Su debut oficial con la selección fue ante Chile en Santiago. Pese a perder el partido, Alejandro ingresó en el complemento y fue la figura del conjunto charrúa, e incluso tuvo la posibilidad de convertir pero su remate se dio contra el travesaño.
Lamentablemente, a causa de una lesión, Alejandro no pudo disputar la Copa Confederaciones para su selección.
El 12 de mayo de 2014 el entrenador de la selección uruguaya incluyó a Silva en la lista provisional de 25 jugadores con los que inició la preparación para el Copa Mundial de Fútbol de 2014.

### Participaciones en Eliminatorias Mundial
| Eliminatorias                 | Resultado | Part. | Goles | Asist. |
| ----------------------------- | --------- | ----- | ----- | ------ |
| Eliminatorias Mundial de 2014 | 5° lugar  | 2     | 0     | 0      |

## Estadísticas

### Clubes
| Club                           | Temporada           | Liga  | Liga  | Liga   | Copas(1) | Copas(1) | Copas(1) | Torneos internacionales(2) | Torneos internacionales(2) | Torneos internacionales(2) | Total(3) | Total(3) | Total(3) |
| Club                           | Temporada           | Part. | Goles | Asist. | Part.    | Goles    | Asist.   | Part.                      | Goles                      | Asist.                     | Part.    | Goles    | Asist.   |
| ------------------------------ | ------------------- | ----- | ----- | ------ | -------- | -------- | -------- | -------------------------- | -------------------------- | -------------------------- | -------- | -------- | -------- |
| Fénix · Uruguay                | 2009-10             | 4     | 0     | 0      | —        | —        | —        | —                          | —                          | —                          | 4        | 0        | 0        |
| Fénix · Uruguay                | 2010-11             | 6     | 2     | 0      | —        | —        | —        | 2                          | 0                          | 0                          | 8        | 2        | 0        |
| Fénix · Uruguay                | 2011-12             | 29    | 2     | 2      | —        | —        | —        | —                          | —                          | —                          | 29       | 2        | 2        |
| Fénix · Uruguay                | Total club          | 39    | 4     | 2      | —        | —        | —        | 2                          | 0                          | 0                          | 41       | 4        | 2        |
| Olimpia Paraguay               | 2012                | 15    | 0     | 0      | —        | —        | —        | 2                          | 0                          | 0                          | 17       | 0        | 0        |
| Olimpia Paraguay               | 2013                | 30    | 9     | 0      | —        | —        | —        | 13                         | 1                          | 4                          | 43       | 10       | 4        |
| Olimpia Paraguay               | Total 1.ª etapa     | 45    | 9     | 0      | —        | —        | —        | 15                         | 1                          | 4                          | 60       | 10       | 4        |
| Lanús Argentina                | 2013-14             | 13    | 1     | 1      | 0        | 0        | 0        | 6                          | 0                          | 0                          | 19       | 1        | 1        |
| Lanús Argentina                | 2014                | 0     | 0     | 0      | 1        | 0        | 0        | —                          | —                          | —                          | 1        | 0        | 0        |
| Lanús Argentina                | Total 1.ª etapa     | 13    | 1     | 1      | 1        | 0        | 0        | 6                          | 0                          | 0                          | 20       | 1        | 1        |
| Peñarol · Uruguay              | 2014-15             | 12    | 0     | 1      | —        | —        | —        | 6                          | 0                          | 0                          | 18       | 0        | 1        |
| Peñarol · Uruguay              | Total club          | 12    | 0     | 1      | —        | —        | —        | 6                          | 0                          | 0                          | 18       | 0        | 1        |
| Lanús Argentina                | 2015                | 8     | 0     | 0      | 1        | 0        | 0        | -                          | -                          | -                          | 9        | 0        | 0        |
| Lanús Argentina                | Total 2.ª etapa     | 8     | 0     | 0      | 1        | 0        | 0        | -                          | -                          | -                          | 9        | 0        | 0        |
| Olimpia Paraguay               | 2015-16             | 38    | 18    | 3      | —        | —        | —        | 11                         | 2                          | 3                          | 49       | 20       | 6        |
| Olimpia Paraguay               | Total 2.ª etapa     | 38    | 18    | 3      | —        | —        | —        | 11                         | 2                          | 3                          | 49       | 20       | 6        |
| Lanús Argentina                | 2016-18             | 37    | 6     | 7      | 4        | 1        | 0        | 16                         | 4                          | 4                          | 57       | 11       | 11       |
| Lanús Argentina                | Total 3.ª etapa     | 58    | 7     | 8      | 6        | 1        | 0        | 22                         | 4                          | 4                          | 86       | 12       | 12       |
| Montreal Impact Estados Unidos | 2018                | 31    | 5     | 8      | 2        | 1        | 0        | -                          | -                          | -                          | 33       | 6        | 8        |
| Montreal Impact Estados Unidos | Total club          | 31    | 5     | 8      | 2        | 1        | 0        | -                          | -                          | -                          | 33       | 6        | 8        |
| Olimpia Paraguay               | 2019                | 36    | 11    | 10     | 1        | 0        | 1        | 7                          | 0                          | 2                          | 44       | 11       | 13       |
| Olimpia Paraguay               | 2020                | 25    | 5     | 6      | 0        | 0        | 0        | 6                          | 0                          | 2                          | 31       | 5        | 8        |
| Olimpia Paraguay               | 2021                | 27    | 10    | 12     | 3        | 1        | 2        | 7                          | 1                          | 0                          | 37       | 12       | 14       |
| Olimpia Paraguay               | 2022                | 36    | 12    | 7      | 2        | 0        | 1        | 13                         | 2                          | 1                          | 51       | 14       | 9        |
| Olimpia Paraguay               | Total 3.ª etapa     | 124   | 38    | 36     | 6        | 1        | 4        | 33                         | 3                          | 5                          | 163      | 42       | 45       |
| Total en su Carrera            | Total en su Carrera | 368   | 81    | 57     | 14       | 3        | 4        | 89                         | 9                          | 16                         | 464      | 93       | 77       |

### Selecciones
Actualizado al último partido jugado el 5 de febrero de 2019.
| Selección | Año   | Amistosos | Amistosos | Amistosos | Copa América | Copa América | Copa América | Eliminatorias | Eliminatorias | Eliminatorias | Mundial | Mundial | Mundial | Total | Total | Total  |
| Selección | Año   | Part.     | Goles     | Asist.    | Part.        | Goles        | Asist.       | Part.         | Goles         | Asist.        | Part.   | Goles   | Asist.  | Part. | Goles | Asist. |
| --------- | ----- | --------- | --------- | --------- | ------------ | ------------ | ------------ | ------------- | ------------- | ------------- | ------- | ------- | ------- | ----- | ----- | ------ |
| Uruguay   | 2014  | 0         | 0         | 0         | -            | -            | -            | 2             | 0             | 0             | -       | -       | -       | 2     | 0     | 0      |
| Uruguay   | 2017  | 2         | 0         | 0         | -            | -            | -            | 0             | 0             | 0             | -       | -       | -       | 2     | 0     | 0      |
| Total     | Total | 2         | 0         | 0         | -            | -            | -            | 2             | 0             | 0             | -       | -       | -       | 4     | 0     | 0      |

### Goles enCopa Libertadores
Jugó un total de 78 encuentros, marcando 9 goles y brindando 19 asistencias. De los 78 partidos, 58 fueron jugando para Olimpia, 19 con Lanús y 1 con Libertad.
Actualizado el 30 de mayo de 2024
| Partidos | Partidos              | Partidos           | Partidos | Partidos          | Partidos  | Partidos | Partidos   | Partidos                            |
| #        | Fecha                 | Ronda              | Equipo   | Rival             | Resultado | Goles    | Ciudad     | Notas                               |
| -------- | --------------------- | ------------------ | -------- | ----------------- | --------- | -------- | ---------- | ----------------------------------- |
| 1        | 17 de julio de 2013   | Final (Ida)        | Olimpia  | Atlético Mineiro  | 2-0       | 23'      | Asunción   | Primer gol en torneos Conmebol      |
| 2        | 17 de marzo de 2016   | Fase de grupos     | Olimpia  | Emelec            | 4-2       | 54'      | Asunción   | -                                   |
| 3        | 18 de abril de 2017   | Fase de grupos     | Lanús    | Zulia             | 5-0       | 78'      | Lanús      | -                                   |
| 4        | 23 de mayo de 2017    | Fase de grupos     | Lanús    | Nacional          | 1-0       | 26'      | Montevideo | -                                   |
| 5        | 31 de octubre de 2017 | Semifinal (vuelta) | Lanús    | River Plate       | 4-2       | 68'      | Lanús      | -                                   |
| 6        | 13 de mayo de 2021    | Fase de grupos     | Olimpia  | Always Ready      | 2-1       | 90+3'    | La Paz     | -                                   |
| 7        | 24 de febrero de 2022 | Fase 2 (Ida)       | Olimpia  | Atlético Nacional | 3-1       | 7'       | Asunción   | -                                   |
| 8        | 27 de junio de 2023   | Fase de grupos     | Olimpia  | Melgar            | 4-1       | 2'       | Asunción   | -                                   |
| 9        | 30 de mayo de 2024    | Fase de grupos     | Libertad | Nacional          | 2-1       | 41'      | Asunción   | Rival al que más goles le convirtió |

### Goles enCopa Sudamericana
Jugó un total de 21 encuentros, marcando 3 goles. De los 21 partidos, 10 fueron jugando para Olimpia, 6 para Peñarol, 3 para Lanús y 2 para Fénix.
Actualizado el 30 de mayo de 2024
| Partidos | Partidos              | Partidos               | Partidos | Partidos            | Partidos  | Partidos | Partidos | Partidos |
| #        | Fecha                 | Ronda                  | Equipo   | Rival               | Resultado | Goles    | Ciudad   | Notas    |
| -------- | --------------------- | ---------------------- | -------- | ------------------- | --------- | -------- | -------- | -------- |
| 1        | 12 de agosto de 2015  | Primera Fase (Ida)     | Olimpia  | Huachipato          | 2-0       | 66'      | Asunción | -        |
| 2        | 21 de febrero de 2018 | Primera Fase (Ida)     | Lanús    | Sporting Cristal    | 4-2       | 31'      | Lanús    | -        |
| 3        | 30 de junio de 2022   | Octavos de final (Ida) | Olimpia  | Atlético Goianiense | 2-0       | 56'      | Asunción | -        |

## Palmarés

### Torneos nacionales
| Título                | Club     | País      | Año    |
| --------------------- | -------- | --------- | ------ |
| Primera División      | Olimpia  | Paraguay  | 2015-C |
| Copa del Bicentenario | Lanús    | Argentina | 2016   |
| Supercopa Argentina   | Lanús    | Argentina | 2016   |
| Primera División      | Olimpia  | Paraguay  | 2019-A |
| Primera División      | Olimpia  | Paraguay  | 2019-C |
| Primera División      | Olimpia  | Paraguay  | 2020-C |
| Copa Paraguay         | Olimpia  | Paraguay  | 2021   |
| Supercopa Paraguay    | Olimpia  | Paraguay  | 2021   |
| Primera División      | Olimpia  | Paraguay  | 2022-C |
| Primera División      | Libertad | Paraguay  | 2024-A |
| Copa Paraguay         | Libertad | Paraguay  | 2024   |